# Museo d'arte della Svizzera italiana
Le Museo d'arte della Svizzera italiana (musée d'art de la Suisse italienne), aussi connu sous le nom de MASILugano, est un musée d'art à Lugano, en Suisse. Il a été inauguré en 2015, à la suite de la fusion du Musée cantonal d'art de Lugano et du Musée d'Art moderne de Lugano. Les activités du MASILugano se déroulent dans deux sièges principaux : le LAC (Lugano Arte e Cultura) et le Palazzo Reali.

## Collections
- Henri Rousseau :
  - Vue de la passerelle de Passy (1890-1891).
  - Vue du pont de Grenelle, Trocadéro (vers 1891).

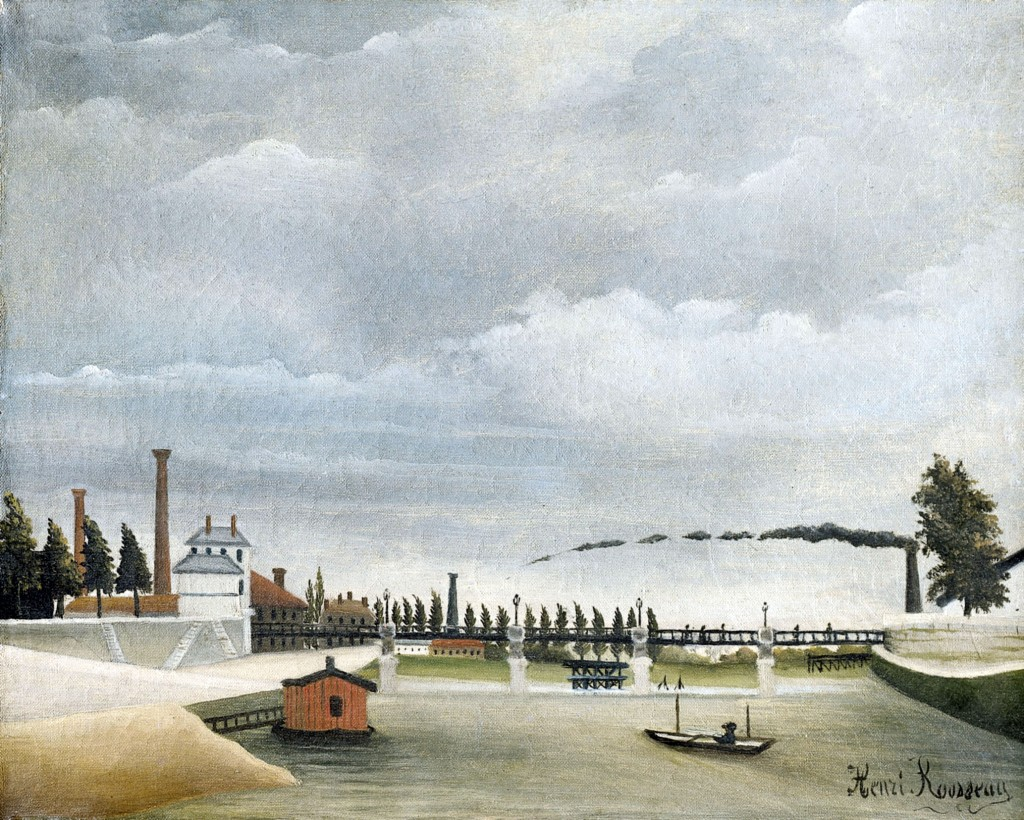
Vue de la passerelle de Passy, par Henri Rousseau (1890-1891).
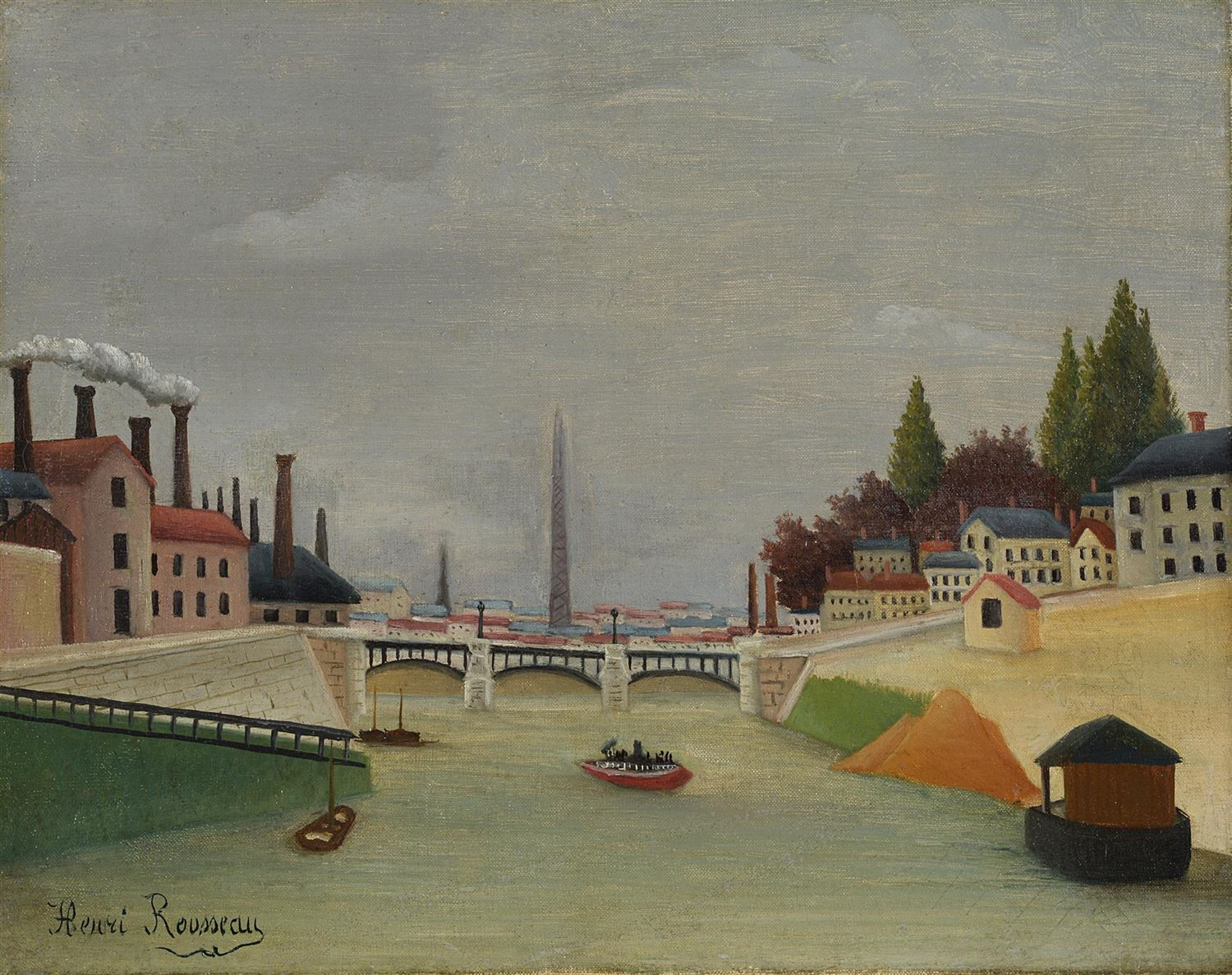
Vue du pont de Grenelle, Trocadéro, par Henri Rousseau (vers 1891).

## Sources
1. ↑  (en-US) David Belcher, « In Switzerland, Culture With a View of Scenery and History (Published 2015) », The New York Times,‎ 22 octobre 2015 (ISSN 0362-4331, lire en ligne, consulté le 20 décembre 2020)